# Liste des provinces ecclésiastiques anglicanes
Voici une liste des quarante provinces ecclésiastiques anglicanes membres de la Communion anglicane, ainsi que les six provinces sous administration directe de l'archevêque de Canterbury. Les provinces sont dirigées par un primat, bien que le titre puisse parfois changer (archevêque de province dans beaucoup de cas, primus en Écosse, évêque-président aux États-Unis, évêque principal aux Philippines).

## Provinces anglicanes
- Église de la Province d'Afrique centrale
- Église de la Province d'Afrique de l'Ouest
- Église de la Province d'Afrique du Sud

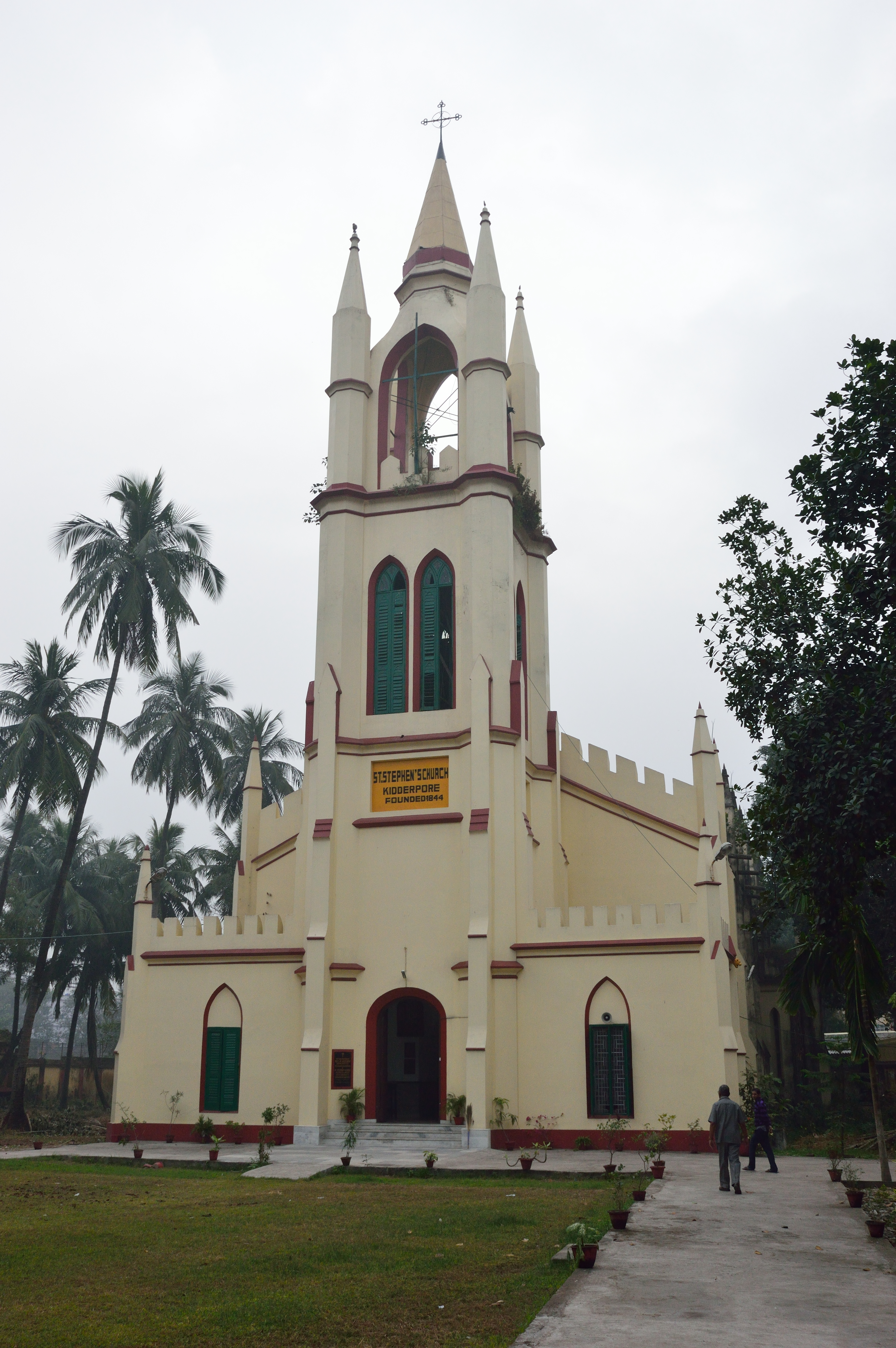
L'Église Saint-Étienne de Calcutta, attachée à l'Église de l'Inde du Nord.

- Église anglicane de la Région centrale d'Amérique
- Église anglicane d'Amérique du Sud
- Église anglicane d'Aotearoa, Nouvelle-Zélande et Polynésie
- Église de la Province d'Asie du Sud-Est
- Église anglicane d'Australie
- Église du Bangladesh
- Église épiscopalienne anglicane du Brésil
- Église anglicane du Burundi
- Église anglicane du Canada
- Église du Chili
- Province de l'Église anglicane du Congo
- Église anglicane de Corée
- Église épiscopalienne écossaise
- Église épiscopalienne des États-Unis
- Église au Pays de Galles
- Hong Kong Sheng Kung Hui
- Église de l'Inde du Nord
- Église de l'Inde du Sud
- Église dans la province des Antilles
- Église de la Province de l'océan Indien
- Église d'Irlande
- Communion anglicane du Japon
- Église épiscopale de Jérusalem et du Moyen-Orient
- Église anglicane du Kenya
- Église de la Province de Mélanésie
- Église anglicane du Mexique
- Église de la Province de Myanmar
- Église du Nigeria
- Église de la Province d'Ouganda
- Église du Pakistan
- Église anglicane de Papouasie-Nouvelle-Guinée
- Église épiscopale des Philippines
- Église épiscopale du Rwanda
- Église épiscopale du Soudan
- Église épiscopale du Soudan du sud
- Église anglicane de Tanzanie

## Église sous Canterbury
- Église des Bermudes
- Église de Ceylan
- Église épiscopalienne réformée espagnole
- Église des îles Falkland
- Église catholique apostolique évangélique lusitanienne

## Église n'appartenant à aucune province
- Église épiscopalienne de Cuba